# Anisostachya ramosa
Anisostachya ramosa är en akantusväxtart som beskrevs av Raymond Benoist. Anisostachya ramosa ingår i släktet Anisostachya och familjen akantusväxter. Inga underarter finns listade i Catalogue of Life.